# إدوين سوترمايستر
إدوين سوترمايستر (بالإنجليزية: Edwin Sutermeister)‏ هو كيميائي ومؤلف أمريكي، ولد في 1876، وتوفي في 1958.